# Barkós lombjáró
A barkós lombjáró (Setophaga pensylvanica)  a madarak osztályának verébalakúak (Passeriformes) rendjébe és az újvilági poszátafélék (Parulidae) családjába tartozó faj.

## Rendszerezése
A fajt Carl von Linné svéd természettudós írta le 1766-ban, a Motacilla nembe Motacilla pensylvanica néven. Sorolták a Dendroica nembe Dendroica pensylvanica néven.

## Előfordulása
Észak-Amerikában fészkel, telelni délre vonul Közép-Amerikán keresztül eljut Dél-Amerika északi részéig. Természetes élőhelyei a mérsékelt övi erdők és cserjések, valamint szubtrópusi és trópusi síkvidéki esőerdők és szántók.

## Megjelenése
Testhossza 12–13 centiméter, testtömege 7,5–13 gramm.
|  |

## Életmódja
Főleg rovarokkal és pókokkal táplálkozik.

## Természetvédelmi helyzete
Az elterjedési területe rendkívül nagy, egyedszáma ugyan csökken, de még nem éri el a kritikus szintet. A Természetvédelmi Világszövetség Vörös listáján nem fenyegetett fajként szerepel.